# Thaumasura locustiformis
Thaumasura locustiformis är en stekelart som först beskrevs av Girault 1915.  Thaumasura locustiformis ingår i släktet Thaumasura och familjen puppglanssteklar. Inga underarter finns listade i Catalogue of Life.